# Villa romaine de Saint-Saphorin
La villa romaine du Saint-Saphorin est une villa romaine de Suisse, située sur le territoire de la commune vaudoise de Saint-Saphorin dans la région de Lavaux.

## Histoire
Si les premières traces d'occupation de cette région du bord du lac Léman datent de 1500 à 1600 avant notre ère à la suite de la découverte, en 1893, de pilotis, c'est bien à l'époque gallo-romaine que l'histoire du village, alors appelé Glerula remonte. L'endroit était alors une étape sur la route menant de l'Italie à la Gaule par le col du Grand-Saint-Bernard ; des fouilles ont permis de mettre au jour les restes d'une villa romaine datant du Ier siècle ainsi que d'une borne milliaire datée de l'an 47 après J.-C.. Au Ve siècle, le bâtiment est transformé en mausolée chrétien qui est entièrement rebâti à la suite du raz-de-marée produit par l'effondrement du mont Tauredunum en 563. L'évêque de Lausanne Marius d'Avenches fait reconstruire, sur les ruines de l'ancien bâtiment, l'église dédiée à Symphorien d'Autun qui donnera par la suite son nom au village.
Les ruines de la villa, de même que l'église que la surplombe et la cure de celle-ci, sont classées comme biens culturels suisses d'importance nationale.